# Beehive-Frisur

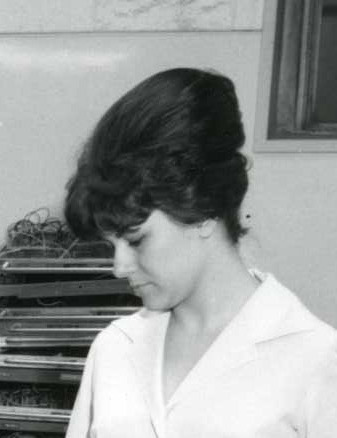
Beehive-Frisur, 1960er Jahre

Die Beehive-Frisur oder kurz Beehive (engl. beehive, Bienenstock, Bienenkorb) genannt, ist eine Damenfrisur. Sie trägt ihren Namen aufgrund ihrer Ähnlichkeit mit einem traditionellen Bienenkorb aus Stroh.

## Geschichte
Die Bienenkorb-Frisur wurde 1960 von der US-Amerikanerin Margaret Vinci Heldt (1918–2016) aus Elmhurst (Illinois) erfunden. Heldt, die in der Innenstadt von Chicago einen Friseurladen besaß, hatte 1954 die National Coiffure Championship gewonnen und wurde vom Magazin Modern Beauty Salon 1960 gebeten, eine neue Frisur zu kreieren, die den Zeitgeist des neuen Jahrzehnts reflektieren sollte. Die Frisur entstand als Variante der damals beliebten hoch toupierten Haare. En vogue war sie in den 1960er-Jahren besonders in den Vereinigten Staaten, aber auch in Europa. Gegen Ende des Jahrzehnts kam der Beehive aus der Mode.

## Trivia

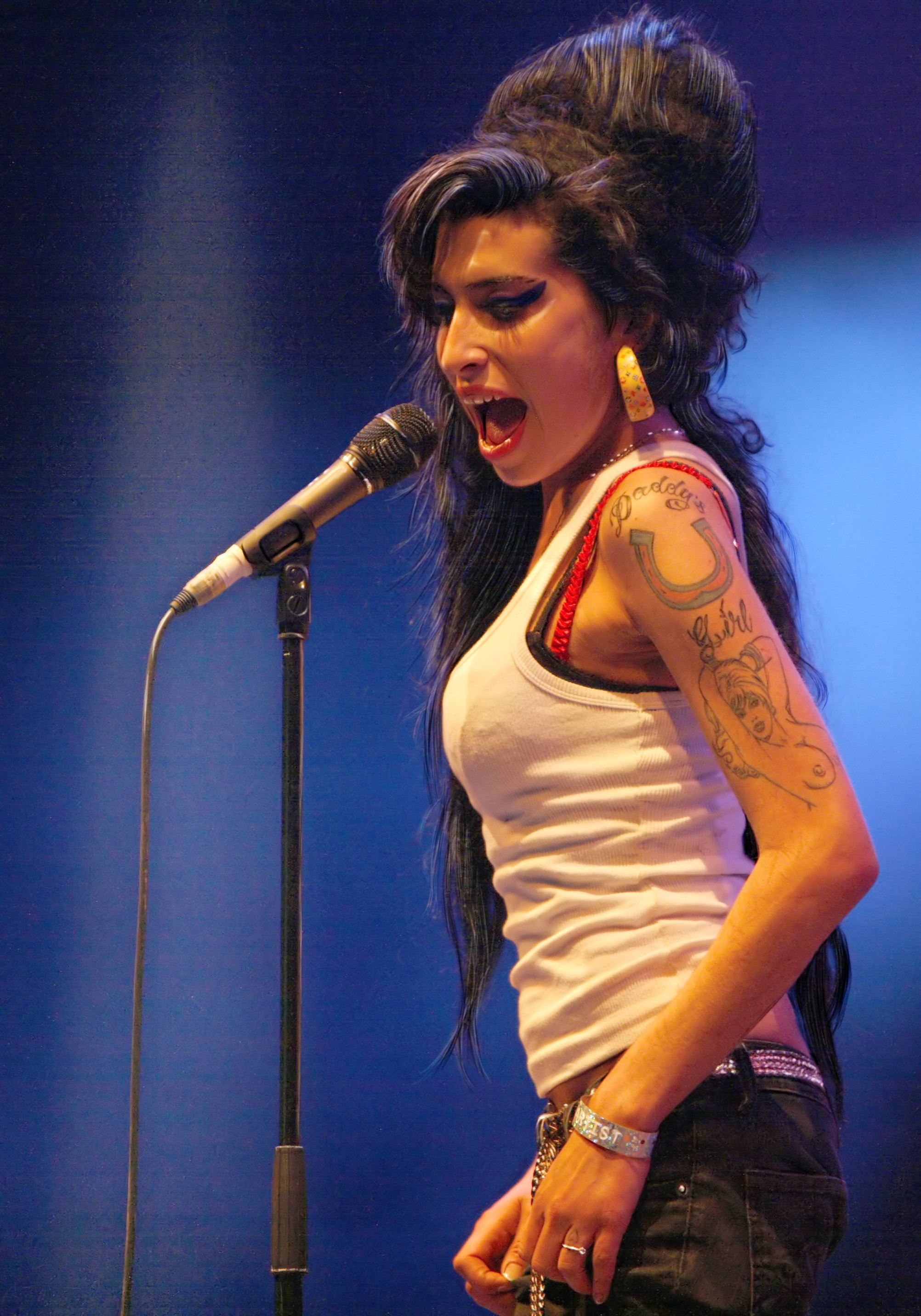
Amy Winehouse (2007)

1976 griffen die Sängerinnen der US-amerikanischen Rockband The B-52s die Bienenkorb-Frisur auf, weswegen sie auch gelegentlich B-52-Frisur genannt wird. Ein erneutes Revival erlebte die Frisur 2007 durch die Sängerin Amy Winehouse.
Marge Simpson aus der Zeichentrick-Serie Die Simpsons trägt eine extrem hohe blaue Beehive-Frisur.